# Ahuateno, Ixtacamaxtitlán
Ahuateno är en ort i Mexiko.   Den ligger i kommunen Ixtacamaxtitlán och delstaten Puebla, i den sydöstra delen av landet, 140 km öster om huvudstaden Mexico City. Ahuateno ligger 2 143 meter över havet och antalet invånare är 165.
Terrängen runt Ahuateno är huvudsakligen kuperad. Ahuateno ligger nere i en dal. Runt Ahuateno är det ganska tätbefolkat, med 65 invånare per kvadratkilometer. Närmaste större samhälle är Tetela de Ocampo, 19,8 km norr om Ahuateno. I omgivningarna runt Ahuateno växer huvudsakligen savannskog.